# Cerco de Paris (845)
O Cerco de Paris, seguido do Saque de Paris de 845, foram o ápice da invasão viking ao reino da Frância Ocidental. As forças vikings foram lideradas pelo chefe nórdico Reginhero ou Ragnar, que tradicionalmente é identificado como o personagem Ragnar Lodbrok das sagas lendárias. A frota de Ragnar, composta por 120 navios vikings carregando milhares de homens, adentrou no rio Sena em março e continuou subindo-o. 
Carlos, o Calvo, Rei da Frância Ocidental, em resposta, reuniu um pequeno exército, mas, quando os vikings derrotaram uma divisão composta por metade desse exército, as forças restantes bateram em retirada. Os vikings chegaram a Paris no fim do mês, durante a Páscoa. Depois de saquearem e ocuparem a cidade, finalmente retrocederam ao receberem pagamento de 7 000 libras francesas, equivalentes a 2 570 quilogramas (ou 5 670 libras) de prata e ouro.

## Antecedentes
O Império Franco foi atacado por viquingues pela primeira vez em 799 (dez anos depois do ataque viquingue mais antigo em Portland, Dorset na Inglaterra), e eventualmente levou Carlos Magno a criar, desde 810, um sistema de defesa costeiro no norte do território. Esse sistema repeliu com sucesso um ataque viquingue na boca do Sena em 820 (após a morte de Carlos Magno), mas em 834 não conseguiu suportar novos ataques de viquingues dinamarqueses na Frísia e Dorestádio. Os ataques de 820 e 834 não estavam relacionados, e incursões mais sistemáticas não aconteceram até a metade dos anos 830, com as ações alternando entre os dois lados do Canal da Mancha.
Incursões viquingues foram, por diversas vezes, motivo de lutas por poder e status entre a nobreza escandinava, e, como em relação a outras nações adjacentes, os dinamarqueses estavam bem informados sobre a situação política na Frância, tanto que nos anos 830 e início dos 840 tomaram vantagem da Guerra Civil Franca. Grandes incursões ocorreram também na Antuérpia e em Noirmoutier em 836, em Ruão (no Sena) em 841, e em Quentovic e Nantes em 842.

## Invasão e cerco
Em março de 845, uma frota de 120 navios viquingues dinamarqueses, contendo mais de 5 000 homens, entrou no Sena sob o comando do chefe dinamarquês chamado Reginhero ou Ragnar. Este Ragnar é comumente identificado como Ragnar Lodbrok, uma figura das sagas lendárias, mas a historicidade dessa ligação continua sendo motivo de discussão entre os historiadores. Por volta de 841, Ragnar recebeu terras em Torhout, na Frísia, de Carlos, o Calvo, mas eventualmente perdeu as terras, assim como o auxílio do rei. Os viquingues de Ragnar invadiram Ruão enquanto subiam pelo rio Sena em 845, e, em resposta à invasão, determinado a não deixar a Basílica de Saint-Denis (perto de Paris) ser destruída, Carlos, o Calvo reuniu um exército e o dividiu em duas partes, posicionando uma em cada lado do rio. Ragnar atacou e derrotou uma das divisões do pequeno exército franco, tomando 111 dos homens como prisioneiros e enforcando-os numa ilha no Sena. Isso foi feito como forma de honrar o deus nórdico Odin, assim como incitar o terror nas forças francas remanescentes.

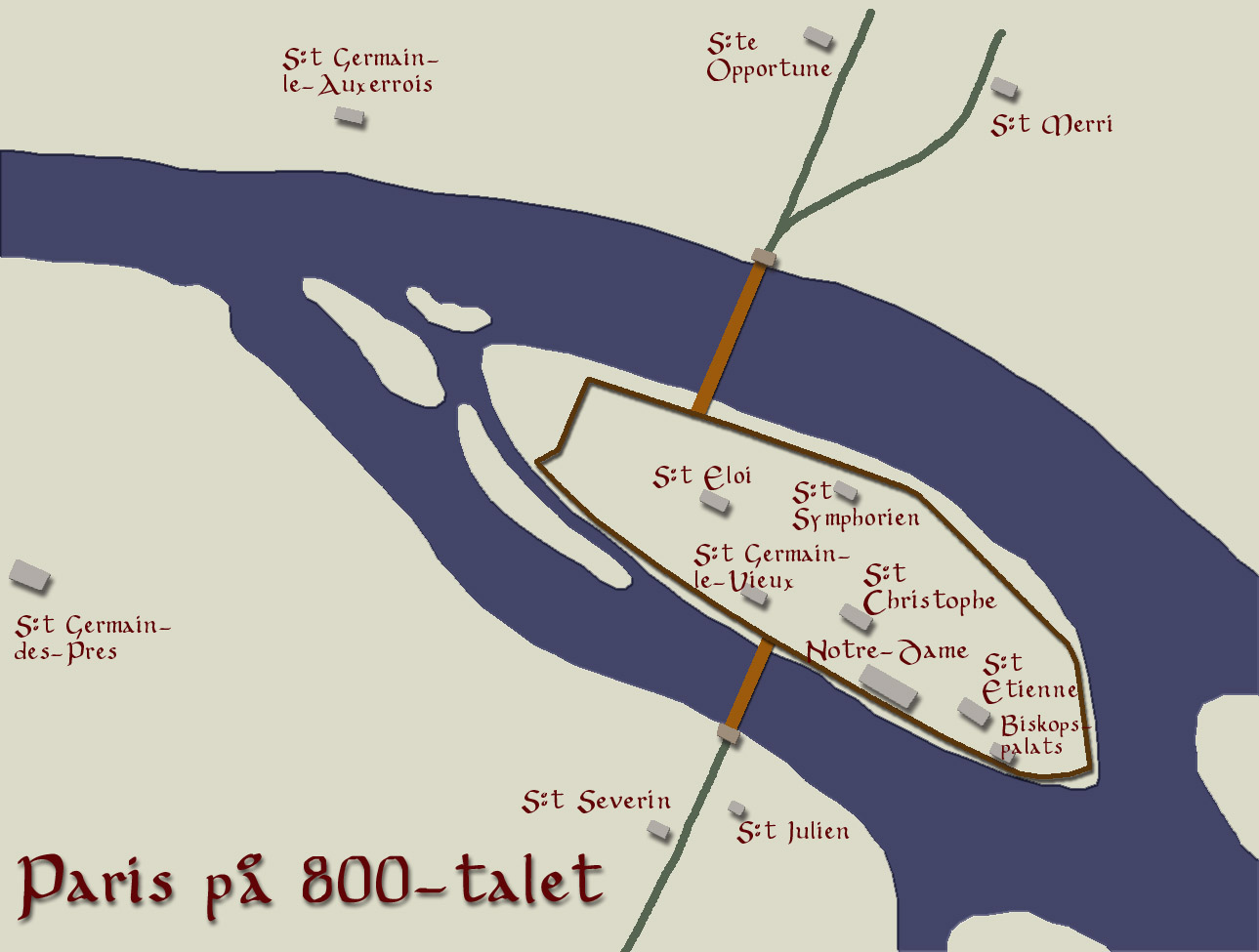
Mapa de Paris no século IX. A cidade estava concentrada na Ilha da Cidade, uma ilha no rio Sena

Os viquingues finalmente chegarem em Paris num domingo de páscoa, dia 29 de março, adentrando e saqueando a cidade. Durante o cerco, uma praga se alastrou nos seus acampamentos. Os nórdicos foram expostos à religião Cristã e, após orarem aos deuses nórdicos, realizaram um jejum, seguindo o conselho de um de seus prisioneiros cristãos, e conta-se que a praga diminuiu seu impacto. Os francos não conseguiram organizar nenhuma defesa efetiva contra os invasores, e os viquingues se retiraram apenas após receberem um resgate de 7 000 livres (libras francesas) de prata e ouro, montante equivalente a aproximadamente 2 570 quilogramas (5 670 libras). Considerando a perda de terras que Ragnar sofreu, o pagamento substancial pode ter sido como forma de compensação pela perda, e a invasão em si como um ato de vingança. De qualquer forma, este seria o primeiro de um total de trinta pagamentos do então chamado danigeldo dado aos invasores viquingues pelos francos (apesar de o termo não ser conhecido por ter sido usado nesse momento). Enquanto concordou em se retirar de Paris, Ragnar saqueou diversas cidades ao longo da costa no retorno de sua viagem, incluindo a Basílica de São Bertino.
Embora Carlos, o Calvo, tenha sido severamente criticado por conceder um grande pagamento de resgate aos viquingues, ele possuía outras questões críticas para serem tratadas ao mesmo tempo, incluindo disputas com seus irmãos, revoltas regionais e nobres descontentes, assim como uma pressão internacional. Já que ele teria problemas em confiar em seus próprios condes para organizar tropas com o intuito de derrotar a grande força militar de Ragnar, pagá-los faria Carlos, o Calvo, ganhar tempo, e uma possível paz para futuras invasões viquingues - pelo menos num futuro próximo.

## Consequências
No mesmo ano, uma frota viquingue também saqueou Hamburgo, que em 831 havia sido elevada ao posto de arcebispado pelo Papa Gregório IV e por Luís, o Piedoso, com o intuito de vigiar o território Saxão e ajudar a entrada do Cristianismo na Escandinávia. Em resposta, o rei da Frância Oriental, Luís, o Germânico, enviou uma missão diplomática liderada pelo conde Cobão à corte de Horico, pedindo que o rei dinamarquês se submetesse à suserania Franca e pagasse reparações pela invasão. Eventualmente, Horico concordou com os termos e solicitou um tratado de paz com Luís, o Piedoso, enquanto prometia retornar com os tesouros e os cativos da invasão. Horico provavelmente queria assegurar as fronteiras com a Saxônia, já que ele havia enfrentado um conflito com o rei Olavo da Suécia e também estava envolvido em lutas domésticas. No tratado, Luís, o Piedoso exigiu a obediência de Horico, o que depois foi assegurado pelo envio regular de embaixadas e presentes a Luís pela parte de Horico, e pela suspensão de seu apoio aos invasores viquingues.
Apesar de muitos viquingues terem morrido na praga durante o cerco de Paris, Ragnar conseguiu retornar para casa e ao rei Horico. De acordo com uma história originária de um membro da embaixada de Cobão, Ragnar, tendo atacado a Abadia de Saint-Germain-des-Prés, então nos arredores da Paris medieval, e que Cobão futuramente visitou, atribuiu a praga ao poder de São Germano de Paris. Dize-se que quando Ragnar mostrou a Horico o ouro e a prata que havia conquistado, vangloriando-se de como havia pensado que a conquista de Paris seria fácil, ele teria caído em prantos enquanto relatava que a única resistência que havia encontrado teria sido a do santo há muito falecido. Como muitos homens de Ragnar morreram não muito depois, o rei ficou tão amedrontado que ordenou a execução de todos os sobreviventes e a liberação de todos os cristãos cativos. Este acontecimento, em parte, levou Horico a receber o título de "Apóstolo do Norte" pelo Arcebispo Ansgário, em termos amigáveis com seu próprio reino.
Os viquingues retornariam novamente nos anos 860, conquistando saques e resgates. Contudo, em um ponto de virada da história da França, as muralhas da cidade resistiriam contra o grande ataque viquingue do Cerco de Paris de 885-86.